# 公子去疾
公子去疾（？—？），姬姓，字子良，春秋时期郑国的卿，父郑穆公，後代為七穆的良氏。
前605年，鄭靈公被公子歸生殺死，國人要立子良為君。子良自稱不賢，讓位給哥哥公子堅（鄭襄公）。鄭襄公想驅逐兄弟們，只留下子良，子良不同意，并向鄭襄公推薦兄弟們為大夫，這就是後來鄭國由穆公後人執政的濫觴。
前600年，楚莊王攻鄭，晉國郤缺援救鄭國，鄭襄公在柳棼戰勝楚國，大家都高興，子良擔心：“這是國家的災難，我離死恐怕不久了。”
前599年，楚莊王攻打鄭國，子良說晉楚不講信義，我們在哪一方打來的時候就投靠哪一方。
前597年，楚莊王伐鄭國，郑襄公肉袒牵羊出降，子良作為人質到楚國。晉國援救鄭國的援軍到達黃河邊，欒書說子良是鄭國的良臣。他作人質說明鄭楚兩國很親近，鄭國不值得援救了。但是中軍佐先縠不聽，遂率兵渡河，有邲之戰晉國的慘敗。
前595年，荀林父要攻打鄭國，鄭襄公派子張到鄭國替換回子良。
前589年十一月，魯成公及楚國子重（公子婴齐）、蔡景侯、许灵公、秦國右大夫说、宋國华元、陳國公孙宁、衛國孙良夫、鄭國子良、齐国大夫在蜀（今山東省泰安市東南）會盟。
前588年，許國恃楚國之勢不事郑國，子良率軍伐许。
前584年，子良作為鄭成公的相禮到晉國，见晉景公，拜謝出兵救鄭。